# Nukusa praeditella
Nukusa praeditella is een vlinder uit de familie dominomotten (Autostichidae). De wetenschappelijke naam is voor het eerst geldig gepubliceerd in 1891 door Rebel.
Deze vlinder komt voor in Europa.